# Leonilda Giusti
Leonilda María Giusti
 fue una tenista argentina que llegó a ser número uno de su país en 1936 y estuvo entre las mejores diez de Argentina entre 1929, año de la primera clasificación, y 1936.
Ganó en dos oportunidades el Campeonato del Río de la Plata: en las ediciones de 1934 (derrotó a Lía Duffy 6-1 y 6-1) y en 1936 derrotó a Ana Pauwels de Madrid (6-2 y 7-5).
Fue, a su vez, subcampeona del mismo torneo en 1928 (perdió contra María Elena Bushell 7-5 y 6-4) y 1935 (perdió contra Mónica Ricketts 6-2 y 6-3).

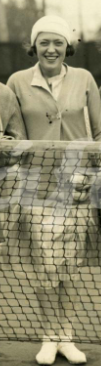
Leonilda Giusti.

En la modalidad de dobles femenino del mismo torneo, fue campeona en dos ocasiones. En 1933, junto a Magdalena Bidal de Audrás derrotó a Lía Duffy y Delia Caimi Garmendia 6-8, 7-5 y 6-2. En 1936, junto a Ana Pauwels de Madrid derrotó a Marta Balparda (ARG) y Delia Caimi Garmendia (ARG) 10-8, 5-7 y 7-5.
Fue asimismo subcampeona del torneo en la misma modalidad en cinco oportunidades: en las ediciones de 1930 (participó junto a Nélida Giusti y perdieron la final contra Julieta Ezcurra e Inés Anderson), 1932 (junto a Analía Obarrio de Aguirre, perdió nuevamente contra Julieta Ezcurra e Inés Anderson); 1934 (junto a Ana Pauwels de Madrid perdieron contra Lía Duffy y Delia Balli de Caimi Garmendia); 1935 (junto a Gladys Woodruff  perdieron contra Lía Duffy y Delia Balli de Caimi Garmendia) y 1937, junto a Ana Pauwels de Madrid perdieron contra María Elena Bushell y Denise Rutherford de Zappa.
En dobles mixtos del mismo torneo, fue campeona en 1930 junto a Ricardo López Pelliza al derrotar en la final a María Elena Bushell y Mario Víctor González 6-4 y 6-2.